# عاطف شحشوح
عاطف شحشوح (عربی: عاطف شحشوح؛ زادهٔ ۲ ژوئیهٔ ۱۹۸۶) بازیکن فوتبال اهل مراکش است.
از باشگاه‌هایی که در آن بازی کرده‌است می‌توان به باشگاه فوتبال سیواس‌اسپور، باشگاه فوتبال نانسی و باشگاه فوتبال سدان اشاره کرد.
وی همچنین در تیم ملی فوتبال مراکش بازی کرده‌است.